# 沈同衡
沈同衡（1914年10月15日—2002年1月8日）生于江苏省宝山县（今上海市宝山区），中华民国及中华人民共和国漫画家。

## 生平
沈同衡生于宝山县一个教师家庭，受父亲还有教育家陶行知影响，17岁时在家乡创办农民夜校，并在县立萧泾小学任教员及校长，投身平民教育。同时他还任县报特约记者。他还联合多所小学合办刊物，他任主编，编辑出版少儿读物。沈同衡编辑的儿童读物《动物常识故事》10册被世界书局列入《小世界丛书》。
1934年，沈同衡考入上海新华艺术专科学校油画系，并获推选为学生会主席。1937年毕业，正值抗日战争全面爆发，沈同衡的家乡遭侵华日军占领，沈同衡和其他青年组成救亡宣传队，往内地转移，1937年底抵达武汉。
1938年初，沈同衡在周恩来、郭沫若领导的国民政府军事委员会政治部第三厅艺术处美术科从事抗日宣传工作。他和同事在武汉的车站、码头、道路旁绘制宣传抗日的漫画及标语，在武昌黄鹤楼下的一面墙上绘出一幅长30米、高10米的壁画《全民抗战图》。沈同衡还编绘出版了抗战故事连环画。1938年10月，日军攻占武汉，国民政府军事委员会政治部第三厅西撤重庆。
1939年1月，沈同衡抵达广西桂林后，在战地文化服务处参与《士兵》、《前敌》的编辑工作，同时在国民政府军事委员会委员长桂林行营政治部从事美术宣传工作，编绘出版有《抗战故事辑》、《士兵识字课本》等书，还兼任《阵中画报》特约撰稿人、《桂林晚报》副刊编辑、战士绘画训练班讲师。
沈同衡的漫画《加冕图》抨击汪伪傀儡政权，在苏联莫斯科举办的“中国抗战画展”中获奖，发表在苏联《文学报》上。同时沈同衡还为桂林文化供应社编著通俗刊物，创作出版有《刘力士》、《从军记》、《俩兄弟》、《张子青定计诱敌》等故事连环画。
1941年皖南事变后，国民政府军事委员会政治部第三厅领导被撤换，工作人员遣散。沈同衡到广西省艺术师资训练班任美术讲师兼教务主任。他以该校校刊《音乐与美术》增刊的名义出版了《漫画专页》，并协助生活教育社桂林分社编辑《桂林儿童》，还创办了《儿童漫画》，出版小学美术教材。其间，他撰写的关于漫画创作的文章发表在《力报》、《救亡日报》、《桂林晚报》等报纸上。
1941年太平洋战争爆发后，日军攻占香港，中国国民党的《扫荡报》发表《祭香港文化人》，幸灾乐祸，沈同衡写文章发表在《力报》副刊上反击，桂林警备司令部乃以“共党破坏分子”的罪名将沈同衡逮捕，后经中华全国文艺界抗敌协会桂林分会（桂林文协）欧阳予倩、田汉通过李济深营救出狱。出狱后，沈同衡继续在广西省艺术师资训练班工作，并加入中国木刻研究会（全国木协）、中华全国漫画作家协会（全国漫协）、桂林文协从事木刻、漫画创作及编辑。1944年，日军进攻桂林，沈同衡撤离桂林，1945年初抵达重庆，在陶行知创办的育才学校任美术教师，后参加朱学范领导的中国劳动协会，担任《中国工人》副主编。
1945年3月15日，沈同衡、叶浅予、张光宇、丁聪、特伟、廖冰兄、余所亚、张文元在重庆中苏文化协会举办八人漫画联展，引起轰动。中共办事处的周恩来看完画展后，会见并赞扬了漫画家们。当时，所有漫画杂志均被政府禁止发行，漫画家们乃借《商务日报》副刊，由沈同衡主编出版《星期漫画》。《星期漫画》配合了主张“反倒退反分裂”的民主运动，抨击中国国民党的统治，直至全国漫协迁回上海才停止出版。
抗日战争胜利后，沈同衡自重庆回到上海，成为中华全国漫画作家协会的负责人之一。1946年3月24日，上海美术作家协会成立，沈同衡任理事。沈同衡在多家报刊发表了许多反内战要求民主的漫画，部分漫画被《密勒氏评论报》、《字林西报》和美国《新群众》等外国报刊转载。沈同衡还获聘为《文汇报》主编《美术周刊》，曾多次组织漫画专题创作，例如《美帝侵华史》、《人民公敌蒋介石》等，并且均出版了画册。《文汇报》还连载了沈同衡的一百幅诗配画《百艺图》。
1946年下半年，正负责《文汇报》美术工作的沈同衡收到不少青年读者来信，反映他们在民主运动中迫切需要学习漫画绘制，以便投入同中国国民党当局的斗争。在全国漫协支持下，1946年秋，沈同衡开始筹办漫画学习班。1946年10月中旬，周恩来率中共代表团离开上海前夕，会见上海漫画界代表沈同衡、丁聪、张文元，周恩来赞成在工人和学生中成立漫画组织，并嘱咐漫画家们注意保存实力，政治讽刺画无处发表，可改为发表社会漫画描写物价上涨、民不聊生等。
1947年2月初，沈同衡在《文汇报》上发表《征求漫画同志》启事，收到一百余封来信，经斟酌录取70人后，沈同衡创办了“漫画工学团”并与团员保持通讯联系。漫画工学团每周日聚会一次。为避免被中国国民党特务发现，聚会地点常变，由沈同衡经朋友借到学校教室后写信通知团员。教员由沈同衡聘请，沈同衡和米谷、丁聪、张文元、余所亚等人先后讲课和辅导习作。
1947年5月19日，上海学生举行“反饥饿、反内战、反迫害”游行的前一日上午，在交通大学一间大教室内，漫画工学团团员与交通大学美术社社员共同作画。在次日即1947年5月20日的游行队伍中，100多幅巨幅漫画引起很大反响。1947年5月后，上海所有进步报刊均在中国国民党的压力下停业。1948年，沈同衡决定举办《漫画月展》巡回展览，参展作品除漫画工学团团员的作品外，也包括沈同衡、张文元、范凡、陶谋基、洪荒等漫画家的作品。1948年4月举办第一期《漫画月展》，当时中国国民党单方面召开“第一届国民大会”，实行“戡乱”，沈同衡乃将月展定名《春梦图》，包括《野心家的好梦》（指美帝国主义）、《独裁者的美梦》（指蒋介石）、《人民的噩梦》三部分，共60幅漫画，揭露美帝国主义扶植日本军国主义复活，以及国民党反动派在美帝国主义支持下发动内战的阴谋。展出作品中有沈同衡的《金盾牌的后面》等作品、洪荒的《救济物资、源源运到》、范凡的《国民与代表》、吴永清的《简直是梦》等。沈同衡还为此次画展写了《前言》。首展时观众反应强烈，随后通过地下学联又先后在交通大学、圣约翰大学、沪江大学、复旦大学、大夏大学、上海音乐专科学校等校展出，并应邀赴南京、杭州的多所大学展出。
1948年5月19日，第二期《漫画月展》名为《送葬曲》开始展出，揭露了“国民大会”的欺骗性和虚伪性，为刚上台的中华民国总统蒋介石奏响了“送葬曲”。沈同衡率漫画工学团团员连夜装裱并写说明，天亮后送到交通大学容闳堂展出。上海市学联又连夜赶绘出一套《五四运动史》连环漫画，随《漫画月展》展出。
1947年5月30日，该批漫画在上海法学院展出，近千人参观。次日上午，中国国民党派出一批特务和打手闯入展厅，抢走了《又一个袁世凯》、《等量》、《快到了》、《血海鲜花》四幅漫画。下午，十多个手执枪支、榔头的特务闯进展厅，殴打在场学生，茹哲甫、姚景韩、刘鉴农三名学生被逮捕。1948年9月，沈同衡和米谷、丁聪等漫画家在中共上海地下党的安排下转移至香港。在香港，沈同衡参加了“人间画会”，并在该画会成立了漫画研究部，编辑出版《这是一个漫画时代》刊物。
沈同衡撤离上海后，装有漫画工学团师生作品的画箱由其妻袁林保存。1949年7月，中华全国文学艺术工作者代表大会（第一次文代会）在北平召开，其间举办了第一次全国美术作品展览，漫画工学团的部分作品参展，漫画工学团的活动也在会上获得肯定。
1949年1月，沈同衡由中共中央华南分局安排进入解放区，在中国人民解放军第二野战军中原军区中原大学文艺研究室工作。后随部队南下到达武汉，在中国人民解放军武汉市军事管制委员会文教部文工团负责漫画工作。在武汉期间，沈同衡创作了不少大幅宣传画在街头展出。不久，沈同衡调回上海，任中国人民解放军上海市军事管制委员会文艺处美术室副主任，负责筹备上海漫画工作者联谊会（简称“漫联”），1949年7月20日成立时获推选为该会主席。
1949年8月28日，“上海美术工作者协会”（简称“上海美协”）成立（成立后即改名“中华全国美术工作者协会上海分会”，简称“美协上海分会”），选举产生主席米谷，副主席沈同衡、张乐平，秘书长由沈同衡兼任。1950年，上海市文学艺术界联合会（简称“上海市文联”）成立，沈同衡被推选为上海市文联委员、创作研究部副主任。沈同衡和米谷等人创办了《漫画月刊》，沈同衡任执行编委。沈同衡还应邀为《文汇报》主编《美术周刊》。另外他还在《劳动报》连载《怎样画漫画》，并出版单行本，还编写出版了《怎样画漫画人物》。他被推选为上海市第一届各界人民代表会议代表和上海市各界人民代表会议协商委员会委员。
1953年，沈同衡调到北京任《人民日报》文艺部美术组负责人。其间创作了大量新闻漫画。1956年，为配合试行“文艺作者职业化”，沈同衡改为专门从事漫画创作，兼任《人民日报》文艺部顾问。当时，在周扬的一次讲话后，共有两人当了专业漫画家，即沈同衡和肖里。
1957年反右运动中，沈同衡以“摆脱党对文艺的领导，走资产阶级自由化的道路”的罪名被定为“右派分子”。因此，沈同衡写的谈漫画创作的文章已由上海人民美术出版社结集为《漫画漫谈》出版，但是已编好的续集未能出版；沈同衡为晨光出版社编辑的《苏联漫画选》十册仅出两册便中断出版；已向天津某出版社交稿的《与青年同志谈漫画》以及同北京某出版社签约的《中国现代漫画家作品集》均未能出版。沈同衡被安排到《人民日报》社图片组整理照片资料，自此停止作画22年。1966年文化大革命初期，沈同衡被下放到新疆生产建设兵团，在南疆库尔勒的新疆生产建设兵团农二师二十九团农场被监督劳动，他带去的所有作品及参考资料共7大箱均被“造反派”毁灭。在从事艰苦的体力劳动之余，沈同衡和妻子袁林编写出84万字的辞书《成语典故》。1979年，沈同衡的右派问题获得改正，沈同衡从新疆回到北京的《人民日报》社，重新投入漫画创作中。《成语典故》一书出版后，先后五次再版，发行量100多万册，获全国首届优秀畅销书奖。
1982年离休后，沈同衡为《漫画》的复刊奔走。1987年中国新闻漫画研究会成立，沈同衡获推选为会长，任内该会与人民美术出版社合作出版《新闻漫画选刊》，由沈同衡任主编。沈同衡主持了每年举办一届的中国新闻漫画奖的评选。1984年，中华人民共和国国务院授予沈同衡政府特殊津贴。1992年，沈同衡获中国美术家协会漫画艺术委员会授予中国漫画“金猴奖”荣誉奖。1992年，沈同衡因脑溢血致残，停止作画。
2002年1月8日，沈同衡在北京逝世，享年88岁。

## 家庭
- 妻：袁林[1]